# Alsóberekszó
Alsóberekszó (románul: Bârsău de Jos) település Romániában, Szatmár megyében.

## Fekvése
Szatmár megyében, Farkasaszó és Szelestyehuta között fekvő település.

## Története
Alsóberekszó nevét az oklevelek 1470-ben említették először Alsóberekzo néven, ekkor a csehi (Szilágycseh) várhoz tartozott, és a Drágfiak birtoka volt. 1475-ben Berekzo, Alsó-Beregzó néven írták nevét.
Alsóberekszó egykor Középszolnok vármegyéhez, 1470-ben azonban Szatmár vármegyéhez számították, és ide tartozik most is.
1569-ben Báthory Györgyé volt.
1595-ben János Zsigmond idős Gyulafi Lászlónak adományozta.
1682 előtt Várad török kézre jutása után elpusztult, de hamarosan újjáépült.
1715-ös adóösszeíráskor a településnek csak 5 adófizető jobbágy háztartást számoltak össze, melyből 1 magyar, 1 német 3 oláh volt.
1797-ben a haditerhekhez való összeíráskor főbb birtokosai voltak gróf Gyulai József, báró Naláczi Károly, gróf Teleki Imre, báró Radák, Barcsayi családok voltak birtokosai.
1847-ben Alsóberekszónak 560 lakosa volt, valamennyi görögkatolikus.
1890-ben 843 lakosából 12 magyar, 58 német, 1 tót, 758 oláh, 14 egyéb nemzetiségű, melyből római katolikus 10, görögkatolikus 772, református 4, izraelita 57 fő volt. A település házainak száma ekkor 188 volt.
A trianoni békeszerződés előtt Alsóberekszó Szilágy megye Szilágycsehi járásához tartozott.

## Nevezetességek
- Görögkatolikus kőtemploma 1868-ban épült. Az egyház anyakönyvét 1823-tól vezetik.